# Décarbonation
Ne doit pas être confondu avec Décarbonatation.
La décarbonation, ou décarbonisation, du bilan énergétique d'un pays consiste à réduire progressivement sa consommation d'énergies primaires émettrices de gaz à effet de serre (dioxyde de carbone et méthane, principalement), c'est-à-dire de combustibles fossiles (charbon, pétrole et gaz naturel), ou à stocker dans le sous-sol le dioxyde de carbone. Ce changement peut être obtenu par l'amélioration de l'efficacité énergétique (isolation thermique, rendement des moteurs, etc.), le remplacement des énergies fossiles par des énergies très peu émettrices de dioxyde de carbone (énergie nucléaire et énergies renouvelables), notamment par l'électrification des usages fossiles, et de changements de modes de vie, de transformations sociales (sobriété énergétique, sobriété économique, sobriété numérique).
En 2019, 21 pays européens et au moins 20 autres pays dépassent le seuil de 50 % de décarbonation de leur consommation d'électricité, dont sept atteignent ou dépassent 100 %, leur production dépassant leur consommation (Suède, Éthiopie, Norvège, Costa-Rica, Paraguay, Tadjikistan et Islande). Au moins 19 pays dépassent 40 % de décarbonation de leur consommation totale d'énergie, dont sept pays européens. La biomasse, l'hydroélectricité et le nucléaire sont les sources d'énergie qui contribuent le plus à la décarbonation, mais l'éolien, le solaire et la géothermie accroissent rapidement leur contribution.
Au niveau planétaire cependant, la « décarbonation » n'a encore jamais eu lieu, chaque nouvelle énergie s'étant juste superposée aux précédentes (bois, charbon, pétrole, gaz, énergies renouvelables...). De fait, le monde n'a jamais consommé autant de charbon, de bois et de pétrole — et émis autant de gaz à effet de serre — qu'en 2023.

## Terminologie
Le verbe « décarboner » est entré dans le Larousse en 2012, et dans le Robert en 2015. Quant au substantif correspondant, « décarbonation » semble l'emporter sur « décarbonisation », qui a l'inconvénient de suggérer une inversion d'un processus de carbonisation.
En France, selon l’Académie française, les experts du pétrole et de l’environnement veulent faire une proposition unifiée dans le cadre du dispositif d’enrichissement de la langue auquel participe l’Académie. Il semble qu‘on s’achemine vers « décarbonation ».

Pour le vocabulaire officiel de l’environnement (tel que défini par la Commission d'enrichissement de la langue française en 2019), l’expression « décarbonation, n.f. » (équivalent de l’anglais « decarbonisation ») est définie comme suit : 

« Ensemble des mesures et des techniques permettant de réduire les émissions de dioxyde de carbone.

Note :
1. La décarbonation peut être le fait d'une entité territoriale, d'une entreprise ou même de particuliers.
2. L'arrêt du recours aux centrales à charbon ou la suppression des véhicules à moteur thermique sont des exemples de décarbonation.
Voir aussi : contenu en carbone, empreinte en gaz à effet de serre, faible émission de gaz à effet de serre (à). »

L'Office québécois de la langue française donne la définition suivante du mot « décarbonation » : « Mise en place, dans une industrie ou un secteur d'activité, de mesures et de techniques visant à limiter les émissions de dioxyde de carbone et autres gaz à effet de serre ».

## Objectif
L'objectif de la décarbonation est de combattre le réchauffement climatique d'origine anthropique (une des limites planétaires), en réduisant par divers moyens les émissions de gaz à effet de serre provenant des activités humaines, en particulier dans le domaine de la conversion d'énergie, de son transport et de sa consommation. On peut l'envisager de façon plus générale au niveau de l'ensemble de l'économie, en cherchant à décarboner par exemple les activités agricoles.
En mai 2021, un rapport de l'Agence internationale de l'énergie estime que, pour espérer atteindre la neutralité carbone en 2050, il est nécessaire de renoncer dès à présent à tout nouveau projet d'exploration pétrolière ou gazière ou de centrale à charbon, d'investir 5 000 milliards $ par an dans les technologies bas carbone, soit plus du double du rythme actuel, d'installer d'ici à 2030 quatre fois plus de capacités solaires et éoliennes annuelles qu'en 2020 ; les ventes de voitures neuves à moteur thermique doivent aussi cesser dès 2035. D'ici à 2050, 90 % de l'électricité devra provenir des énergies renouvelables, et une large part du solde de l'énergie nucléaire ; les ressources fossiles ne fourniront plus qu'un cinquième de l'énergie, contre quatre cinquièmes en 2020. De nombreux défis devront être affrontés, dont les besoins en métaux rares, nécessaires aux technologies nouvelles mais concentrés dans un petit nombre de pays ; près de la moitié des réductions d'émissions de CO2 viendra de technologies aujourd'hui au stade de la démonstration : batteries avancées, hydrogène vert, mais aussi systèmes de captage et stockage du CO2 (CCS).
Selon Roger A. Pielke Jr., nombre de personnes ne comprennent pas l'ampleur du défi. En 2018, le monde a consommé 11 743 millions de tep sous forme de charbon, de gaz naturel et de pétrole. Pour parvenir à des émissions nettes de dioxyde de carbone nulles d'ici 2050, le monde devrait déployer tous les deux jours, à partir de 2019 et jusqu'en 2050, trois centrales nucléaires d'une puissance similaire à celle de Turkey Point ou bien 1 500 éoliennes de 2,5 MW chacune sur environ 800 km2 chaque jour. Ce scénario tient compte de l'augmentation de la consommation d'énergie mondiale, mais pas des technologies de séquestration du dioxyde de carbone ni du solaire.
Exemple pour la mobilité électrique en France : RTE estime en 2019 que le réseau électrique national peut sans difficulté majeure supporter la recharge de plus de 15 millions de véhicules électriques d'ici 2035, soit 40 % du parc routier. Un parc national composé de 15,6 millions de véhicules branchés représenterait une consommation de 35 à 40 TWh annuels, soit 8 % de la production électrique totale française,. Selon François Bayrou, haut-commissaire au plan en mars 2021, l’électrification du parc automobile et des chauffages des logements en France correspondra à une augmentation de la consommation électrique de 35 %.

## Actions de décarbonation
Les actions visant à la décarbonation peuvent être la recherche d'alternatives moins émettrices de dioxyde de carbone (énergie renouvelable, énergie nucléaire, gaz naturel dans une moindre mesure), de processus plus économes en énergie (efficacité énergétique, cogénération), de changements de modes de vie, de transformations sociales(sobriété énergétique, sobriété économique, sobriété numérique), de modes de production plus sobres (télétravail, services) ou encore la capture et la séquestration du dioxyde de carbone avant ou après l'utilisation de combustibles,,.
La démarche Négawatt, portée par l'Association négaWatt, insiste particulièrement sur la sobriété. Le think tank The Shift Project (TSP) estime également que les mesures techniques ne suffisent pas et que la sobriété a un rôle important à jouer. L'association négaWatt et TSP sont ainsi considérés comme décroissants. Les écomodernistes rejettent quant à eux la notion de sobriété et se tournent résolument vers l'énergie nucléaire et la capture et séquestration du CO2 pour permettre la décarbonation ; d'autres solutions sont à l'étude, comme la transformation par électrolyse du CO2 dissous dans l'eau en éthanol.
Les mesures indirectes visant à inciter les agents économiques à agir dans le sens de la décarbonation ont été largement débattues dans le cadre de la préparation de la COP21 : il s'agit de « donner un prix au carbone » sous la forme d'une taxe carbone ou d'un système d'échange de quotas d'émission. De nombreuses entreprises ont annoncé des plans pour devenir « neutres en carbone » ou au moins pour cesser d'investir dans le charbon, et la coalition We mean business regroupant des centaines de multinationales et d'investisseurs a présenté des propositions pour rendre plus efficaces les engagements pris par les États.
Des outils tels que le bilan carbone permettent d'identifier les sources d'émissions et d'orienter les actions vers les secteurs où elles seraient les plus efficaces, de les éviter ou au minimum de mettre en œuvre une compensation carbone.
The Shift Project lance en mars 2017 un « Manifeste pour décarboner l'Europe » avant 2050, signé par 1 500 dirigeants et scientifiques, qui propose neuf mesures d'un coût total de 250 à 500 milliards d'euros par an, soit moins de 3 % du PIB européen. Il préconise de : (1) fermer toutes les centrales à charbon ; (2) généraliser la voiture à moins de 2 l/100 km ; (3) révolutionner le transport urbain ; (4) tripler le réseau de TGV ; (5) inventer l'industrie lourde post-carbone ; (6) rénover l'ensemble du parc de logements anciens ; (7) rendre l'immobilier public exemplaire ; (8) renforcer la forêt pour piéger le carbone ; (9) rendre l'agriculture vraiment durable.

### Allemagne
En juin 2023, l'Allemagne lance un programme à plusieurs dizaines de milliards d'euros sur quinze ans pour la transformation « verte » des industries à forte émission de carbone, sous la forme de « contrats carbone pour différence » destinés à compenser les coûts supplémentaires engendrés par les nouveaux procédés de production moins polluants. Toutes les industries qui émettent plus de 10 kilotonnes de CO2 par an, soit environ un millier d'entreprises en Allemagne, surtout dans la sidérurgie, la chimie, le verre, le papier, sont invitées à participer à la phase préparatoire. Un appel à projets servira en priorité les techniques les plus rentables. Le ministre de l'Économie allemand, Robert Habeck, compte réduire ainsi de 350 millions de tonnes les émissions de CO2 en Allemagne d'ici 2045, soit un tiers des objectifs fixés à l'industrie.

### Costa-Rica
Le Costa-Rica serait, selon ses dirigeants, le premier pays au monde à avoir lancé en 2019 un plan complet de décarbonation (zéro émissions de carbone à horizon 2050).

### France
En France, le plan climat annoncé par le ministre de l'Environnement Nicolas Hulot le 6 juillet 2017 vise à atteindre la neutralité carbone en 2050. Les principaux points de ce plan sont l'arrêt des ventes de voitures Diesel et essence d'ici 2040, l'arrêt des dernières centrales électriques au charbon en 2022, l'interdiction de tout nouveau projet d'exploitation de charbon, de pétrole et de gaz d'ici 2022, des investissements à hauteur de 4 milliards d'euros pour lutter contre la précarité énergétique, l'extension du bonus écologique à l'achat de véhicules d'occasion, l'accélération de la trajectoire d'augmentation de la taxe carbone, la lutte contre l'artificialisation des sols et contre l'importation de produits issus de la déforestation (huile de palme).
Dans le cadre de la politique de décarbonation de la France, le gaz, notamment à travers des sources renouvelables comme le biométhane et l'hydrogène vert, joue un rôle contesté dans la transition énergétique. GRDF, en tant que gestionnaire du réseau de distribution, travaille à l'intégration de ces gaz dans ses infrastructures.
GRDF a atteint ses objectifs de réduction des émissions de gaz à effet de serre pour 2030, par une baisse de ses propres émissions de 50 % par rapport à 2009. L'entreprise poursuit la modernisation du réseau pour accueillir davantage d'énergies renouvelables et participer à la rénovation énergétique et à la conversion fioul/gaz.

## Scénarios prévisionnels
L'Agence internationale de l'énergie a publié dans ses prévisions annuelles World Energy Outlook de 2016 une évaluation des impacts des engagements pris par les états dans l'Accord de Paris sur le climat de 2015 : il mènerait à un réchauffement de +2,7 °C en 2100 ; pour atteindre l'objectif de limiter ce réchauffement à +2 °C, elle a présenté son « scénario 450 » qui implique un changement radical du rythme de décarbonation : développement accéléré des énergies renouvelables, de l'énergie nucléaire « là où cela est politiquement acceptable », et du captage et stockage de carbone (CSC), investissements dans une plus grande efficacité énergétique. Près de 60 % de l'électricité mondiale produite en 2040 proviendrait des renouvelables, dont la moitié de l'éolien et du photovoltaïque. Les EnR deviendraient la principale source de production vers 2030 en Europe et vers 2035 en Chine, en Inde et aux États-Unis ; le nombre de véhicules électriques devrait par ailleurs dépasser les 700 millions d'ici 2040.
L'Institut du développement durable et des relations internationales et le Sustainable Development Solutions Network (SDSN) ont lancé le Deep Decarbonization Pathways Project (« Projet de trajectoires de décarbonation profonde »), rejoint par des équipes de recherche de premier plan dans 16 pays représentant plus de 70 % des émissions mondiales de gaz à effet de serre. Le rapport de synthèse du projet publié en 2015 fait la synthèse des scénarios élaborés par les équipes pour leurs pays ; il en ressort que les émissions de CO2 liées à l'énergie pour les 16 pays peuvent être réduites de 48 à 57 % à l'horizon 2050 par rapport à 2010; les émissions dues à la production d'électricité seraient réduites de 93 % et la part de l'électricité dans le bilan énergétique doublerait, dépassant la barre des 40 %. D’ici 2050, les trajectoires DDP font apparaître un déploiement cumulé de 3 800 GW d’électricité solaire et de 4 100 GW d’énergie éolienne, ainsi que 1,2 milliard de véhicules de tourisme et 250 millions de véhicules utilitaires fonctionnant à l’électricité, à piles à combustible ou hybrides rechargeables. Dans la trajectoire DDP de la Chine, la décarbonation profonde permet une diminution allant de 42 à 79 % des polluants atmosphériques primaires.

## Décarbonation de la consommation d'électricité
Les pays les plus avancés dans la décarbonation de la consommation d'électricité sont :
| Pays               | Production d'électricité (TWh) | dont : part décarbonée (TWh) | tD production | Consommation d'électricité (TWh) | tD consommation |
| ------------------ | ------------------------------ | ---------------------------- | ------------- | -------------------------------- | --------------- |
| Suède              | 171,8                          | 168,7                        | 98,2 %        | 146,2                            | 115,4 %         |
| Éthiopie           | 15,5                           | 15,5                         | 100 %         | 13,8                             | 112,0 %         |
| Norvège            | 158,0                          | 156,5                        | 99,1 %        | 140,4                            | 111,5 %         |
| Costa Rica         | 12,7                           | 12,7                         | 100 %         | 11,7                             | 108,5 %         |
| Paraguay           | 20,3                           | 20,3                         | 100 %         | 18,9                             | 107,6 %         |
| Tadjikistan        | 20,7                           | 18,7                         | 90,0 %        | 18,3                             | 102,0 %         |
| Islande            | 19,6                           | 19,6                         | 100 %         | 19,6                             | 100 %           |
| France             | 555,3                          | 506,1                        | 91,1 %        | 510,4                            | 99,2 %          |
| Ouganda            | 5,2                            | 4,8                          | 91,9 %        | 4,8                              | 99,0 %          |
| Laos               | 44,9                           | 33,0                         | 73,5 %        | 34,7                             | 95,3 %          |
| Suisse             | 66,0                           | 64,3                         | 97,4 %        | 68,5                             | 93,9 %          |
| Rép. dém. du Congo | 13,2                           | 13,2                         | 100 %         | 14,6                             | 90,3 %          |
| Népal              | 9,7                            | 9,7                          | 100 %         | 10,7                             | 90,2 %          |
| Canada             | 643,0                          | 526,4                        | 81,9 %        | 595,6                            | 88,4 %          |
| Kenya              | 12,4                           | 11,1                         | 89,8 %        | 12,6                             | 87,9 %          |
| Brésil             | 720,1                          | 586,2                        | 81,4 %        | 679,2                            | 86,3 %          |
| Équateur           | 32,1                           | 26,1                         | 81,2 %        | 32,0                             | 81,6 %          |
| Nouvelle-Zélande   | 44,6                           | 36,3                         | 81,4 %        | 44,6                             | 81,4 %          |
| Belgique           | 100,5                          | 74,0                         | 73,6 %        | 92,6                             | 79,9 %          |
| Venezuela          | 82,6                           | 65,8                         | 79,7 %        | 82,6                             | 79,7 %          |
| Angola             | 16,8                           | 12,6                         | 75,3 %        | 16,8                             | 75,3 %          |
| Colombie           | 84,4                           | 63,3                         | 75,0 %        | 84,5                             | 74,9 %          |
| Slovaquie          | 30,0                           | 22,8                         | 76,0 %        | 30,8                             | 74,1 %          |
| Autriche           | 70,8                           | 56,5                         | 79,9 %        | 78,3                             | 72,2 %          |
| Géorgie            | 12,6                           | 10,3}                        | 81,2 %        | 14,3                             | 72,0 %          |
| Croatie            | 18,1                           | 13,5                         | 74,6 %        | 19,2                             | 70,3 %          |
| Bulgarie           | 47,6                           | 27,0                         | 56,9 %        | 38,8                             | 69,7 %          |
| Danemark           | 33,0                           | 26,1                         | 79,0 %        | 37,9                             | 68,8 %          |
| Finlande           | 72,1                           | 61,8                         | 85,7 %        | 89,9                             | 68,7 %          |
| Ukraine            | 157,9                          | 106,7                        | 67,6 %        | 155,9                            | 68,4 %          |
| Espagne            | 274,3                          | 185,5                        | 67,6 %        | 275,2                            | 67,4 %          |
| Corée du Nord      | 25,6                           | 16,2                         | 63,2 %        | 25,6                             | 63,2 %          |
| Cameroun           | 7,9                            | 5,0                          | 62,9 %        | 7,9                              | 62,9 %          |
| Pérou              | 56,8                           | 35,1                         | 61,8 %        | 56,8                             | 61,8 %          |
| Roumanie           | 59,5                           | 38,0                         | 63,8 %        | 61,7                             | 61,6 %          |
| Portugal           | 51,0                           | 33,1                         | 64,9 %        | 55,7                             | 59,4 %          |
| Tchéquie           | 85,1                           | 42,7                         | 50,1 %        | 74,0                             | 57,6 %          |
| Rwanda             | 0,98                           | 0,56                         | 57,9 %        | 1,00                             | 56,6 %          |
| Slovénie           | 13,0                           | 8,6                          | 65,9 %        | 15,6                             | 55,0 %          |
| Allemagne          | 588,3                          | 305,2                        | 51,9 %        | 569,8                            | 53,6 %          |
| Royaume-Uni        | 307,3                          | 170,0                        | 55,3 %        | 331,9                            | 51,2 %          |

Le taux de décarbonation calculé par rapport à la consommation brute est plus élevé que celui de la production dans les pays exportateurs nets (Suède, Éthiopie, Norvège, France, Laos, etc). Ce taux ne tient pas compte, dans le cas des pays importateurs, du caractère décarboné ou non de l'électricité importée ; par exemple, pour la Finlande, qui importe de Suède, ou du Danemark, qui importe de Norvège et de Suède, l'électricité importée est presque entièrement décarbonée.
On observe que la plupart des pays à fort taux de décarbonation bénéficient d'une faible densité de population, si bien que les ressources naturelles sont suffisantes pour couvrir les besoins (Norvège, Islande, Canada, Suède) ; les pays à densité de population moyenne ou élevée (France, Suisse, province de l'Ontario au Canada) se tournent aussi vers le nucléaire, énergie décarbonée capable de produire des quantités massives d'énergie sur une faible surface.
Parmi les pays à fort taux de décarbonation, on compte aussi bien des pays très pauvres (Éthiopie, Rwanda, Népal, Laos, RDC, Corée du nord) que des pays parmi les plus riches (Suède, Norvège, Suisse, France).
Les principales sources d'énergie utilisées par les principaux de ces pays pour parvenir à ces résultats sont les suivantes :
| Pays               | Hydroélectricité | Nucléaire | Éolien | Solaire | Biomasse+déchets | Géothermie |
| ------------------ | ---------------- | --------- | ------ | ------- | ---------------- | ---------- |
| Suède              | 43,0 %           | 30,8 %    | 15,9 % | 0,9 %   | 7,6 %            |            |
| Éthiopie           | 96,1 %           | -         | 3,6 %  | 0,2 %   | -                |            |
| Norvège            | 91,4 %           | -         | 7,5 %  | 0,1 %   | 0,1 %            |            |
| Costa Rica         | 72,9 %           | -         | 12,3 % | 0,6 %   | 1,5 %            | 12,6 %     |
| Islande            | 70,4 %           | -         | 0,03 % | -       | -                | 29,6 %     |
| France             | 11,5 %           | 68,3 %    | 6,6 %  | 2,8 %   | 1,7 %            | 0,1 %      |
| Laos               | 73,2 %           | -         | -      | 0,1 %   | 0,2 %            |            |
| Suisse             | 60,4 %           | 29,3 %    | 0,2 %  | 4,3 %   | 3,1 %            |            |
| Rép. dém. du Congo | 99,6 %           | -         | -      | 0,2 %   | 0,2 %            |            |
| Népal              | 98,6 %           | -         | -      | 1,4 %   | -                |            |
| Canada             | 59,5 %           | 14,4 %    | 5,4 %  | 0,9 %   | 1,6 %            |            |
| Kenya              | 29,7 %           | -         | 16,0 % | 1,3 %   | 2,0 %            | 40,7 %     |
| Brésil             | 56,5 %           | 2,2 %     | 10,7 % | 2,5 %   | 8,3 %            |            |
| Nouvelle-Zélande   | 54,3 %           | -         | 5,9 %  | 0,5 %   | 1,8 %            | 18,9 %     |
| Belgique           | 1,3 %            | 50,1 %    | 11,9 % | 5,6 %   | 4,7 %            |            |
| Venezuela          | 79,5 %           | -         | 0,1 %  | -       | -                |            |
| Colombie           | 71,9 %           | -         | 0,1 %  | 0,4 %   | 2,7 %            |            |
| Autriche           | 60,1 %           | -         | 9,5 %  | 3,9 %   | 6,3 %            |            |
| Bulgarie           | 10,7 %           | 34,7 %    | 3,0 %  | 3,1 %   | 5,4 %            |            |
| Danemark           | -                | -         | 48,6 % | 4,0 %   | 26,4 %           |            |
| Finlande           | 21,9 %           | 32,7 %    | 11,8 % | 0,4 %   | 18,8 %           |            |
| Ukraine            | 6,5 %            | 54,6 %    | 1,8 %  | 4,2 %   | 0,5 %            |            |
| Espagne            | 12,0 %           | 20,6 %    | 22,6 % | 9,9 %   | 2,5 %            |            |
| Pérou              | 56,2 %           | -         | 3,2 %  | 1,4 %   | 1,0 %            |            |
| Roumanie           | 29,8 %           | 19,0 %    | 11,1 % | 2,9 %   | 1,1 %            |            |
| Portugal           | 26,4 %           | -         | 25,9 % | 4,4 %   | 7,9 %            | 0,4 %      |
| Tchéquie           | 4,3 %            | 36,1 %    | 0,7 %  | 2,7 %   | 6,3 %            |            |
| Allemagne          | 4,2 %            | 11,7 %    | 19,5 % | 8,4 %   | 8,0 %            |            |
| Royaume-Uni        | 2,4 %            | 14,9 %    | 21,0 % | 3,9 %   | 13,0 %           |            |

On constate que le potentiel hydroélectrique d'un pays est crucial pour sa décarbonation ; mais le nucléaire permet souvent de s'affranchir des limites de ce potentiel. Les pays dotés de ressources forestières importantes (Suède, Finlande, Autriche, Suisse) utilisent également le bois énergie ; la contribution de l'éolien arrive au premier rang au Danemark, en Espagne, au Royaume-Uni et en Allemagne, et au deuxième au Portugal, au Kenya, en Belgique, au Brésil, en Autriche, en Norvège. La géothermie apporte une part déterminante dans trois pays : Kenya, Islande et Costa Rica.
L'Autriche, qui a renoncé au nucléaire en 1978, peine à couvrir sa consommation avec ses énergies renouvelables, malgré son potentiel hydroélectrique exceptionnel ; elle reste chaque année importatrice, sa production nationale ne couvrant que 90,4 % de sa consommation d'électricité en 2021.
Parmi les autres territoires dont l'électricité est largement décarbonée, 18 États des États-Unis sur 50 produisent en 2022 une électricité décarbonée à plus de 50 % (voir Taux de décarbonation de la production d'électricité aux États-Unis), dont la Californie, l'Illinois, l'État de New York et celui de Washington, ainsi que 14 pays de l'Union européenne sur 27 en 2020 (19 pays européens si l'on ajoute la Norvège, l'Islande, la Suisse, l'Ukraine et le Royaume-Uni) (voir Taux de décarbonation de la production d'électricité en Europe).
Selon une étude parue en 2020, même si le contenu en carbone de l'électricité ne présentait pas d'amélioration, il y aurait intérêt à passer aux voitures électriques pour les transports, et aux pompes à chaleur pour les bâtiments. Cela s'explique entre autres par l'efficacité du cycle combiné et de la cogénération qu'autorise la production d'électricité.

## Décarbonation des autres filières énergétiques
La décarbonation du bilan énergétique ne peut pas se limiter à celle de la production d'électricité, car celle-ci ne représente que 20,6 % de la consommation finale d'énergie mondiale en 2021.
En dehors de la filière électrique, les consommations d'énergie concernent pour l'essentiel deux postes : le chauffage et les transports.
Dans les pays où la production d'électricité est déjà largement décarbonée, la conversion au chauffage électrique ou aux pompes à chaleur peut contribuer à la décarbonation des consommations de chauffage, de même que les véhicules électriques, y compris trains, tramways, téléphériques, etc. pour les consommations du transport. Selon Bloomberg, la France est, parmi les grands pays, celui où les véhicules électriques sont les moins polluants (en matière d'émissions de CO2), grâce à son électricité majoritairement d’origine nucléaire ; si cette analyse avait été élargie à des pays de plus petite taille, elle aurait pu en dire autant de la Norvège et de la Suède. Une étude récente publiée par des chercheurs de l'université de Bruxelles - VUB estime que, sur l'ensemble de son cycle de vie, les émissions de CO2 d'une voiture électrique sont, en moyenne européenne, inférieures de 55 % à celles d'un véhicule Diesel. Ce ratio dépend beaucoup des sources de la production de l'électricité (voir les chapitres précédents) et de la durée de vie globale du véhicule : en Belgique, le gain d'émissions apporté par la voiture électrique est de 65 %, en France de 80 % et en Suède de 85 %.
Pour le chauffage, une autre voie vers la décarbonation est la mise en place de réseaux de chaleur alimentés par des centrales de cogénération ou des chaufferies, brûlant les déchets ménagers, industriels ou agricoles ainsi que du bois énergie ou autre biomasse, ou encore utilisant des pompes à chaleur. Cette solution est largement utilisée dans les pays nordiques, en particulier la Suède ; les pays de l'ancien bloc communiste (Russie, Chine, etc.) ont aussi des réseaux de chaleur, mais ils sont alimentés surtout par des énergies fossiles et contribuent donc très peu à la décarbonation.
Les taux de décarbonation mesurés au niveau de l'ensemble des consommations d'énergie primaire sont beaucoup moins flatteurs que ceux calculés pour la seule électricité :
| Pays               | Consommation d'énergie primaire (PJ) | dont : part décarbonée (PJ) | Taux de décarbonation | Part électricité | Part chaleur |
| ------------------ | ------------------------------------ | --------------------------- | --------------------- | ---------------- | ------------ |
| Rép. dém. du Congo | 1 326                                | 1 288,7                     | 97,2 %                | 5,0 %            | -            |
| Ouganda            | 925,5                                | 846,1                       | 91,4 %                | 1,8 %            | -            |
| Éthiopie           | 1 933,2                              | 1 764,4                     | 91,3 %                | 2,2 %            | -            |
| Islande            | 246,1                                | 217,5                       | 88,4 %                | 50,6 %           | 25,6 %       |
| Suède              | 1 998                                | 1 585,5                     | 79,4 %                | 33,4 %           | 14,2 %       |
| Kenya              | 1 196,4                              | 949,3                       | 79,3 %                | 5,1 %            | -            |
| Laos               | 234,3                                | 185,5                       | 79,1 %                | 25,2 %           | -            |
| Cameroun           | 426,9                                | 326,6                       | 76,5 %                | 6,3 %            | -            |
| Nigeria            | 6 904,6                              | 5 172,7                     | 74,9 %                | 1,7 %            | -            |
| Népal              | 651,8                                | 475,3                       | 72,9 %                | 5,0 %            | -            |
| Finlande           | 1 390,9                              | 821,8                       | 59,1 %                | 27,7 %           | 16,2 %       |
| Norvège            | 1 200,9                              | 656,5                       | 54,7 %                | 47,5 %           | 2,6 %        |
| France             | 9 857                                | 5 348                       | 54,3 %                | 24,7 %           | 2,7 %        |
| Angola             | 632,3                                | 335,2                       | 53,0 %                | 10,5 %           | -            |
| Costa Rica         | 211,1                                | 108,8                       | 51,5 %                | 23,4 %           | -            |
| Suisse             | 953,7                                | 484,2                       | 50,8 %                | 27,6 %           | 3,0 %        |
| Brésil             | 12 519                               | 5 710                       | 45,6 %                | 28,4 %           |              |
| Danemark           | 678,5                                | 298,4                       | 44,0 %                | 20,3 %           | 19,8 %       |
| Nouvelle-Zélande   | 829,3                                | 343,6                       | 41,4 %                | 25,0 %           | -            |

Le tableau ci-dessus, qui ne prétend pas à l'exhaustivité, présente une liste de pays qui dépassent le seuil de 40 % de décarbonation. On distingue deux catégories de pays, très différentes : d'une part, des pays pauvres, où la consommation d'énergie est faible et constituée presque entièrement de biomasse traditionnelle (bois, déchets agricoles, etc), considérée comme énergie renouvelable ; d'autre part, des pays développés dotés de ressources hydroélectriques abondantes ou faisant appel à l'énergie nucléaire.
On note des différences de classement importantes : la Norvège, proche de 100 % pour la décarbonation de l'électricité, n'est qu'à 54,7 % de décarbonation sur l'ensemble de sa consommation d'énergie primaire. Ceci peut s'expliquer en partie par les conventions adoptées par l'Agence internationale de l'énergie pour ses bilans en énergie primaire, qui minorent la part des énergies renouvelables électriques (voir Bilan énergétique (statistique)#Conventions sur la définition de l'énergie primaire). L'Allemagne, dont l'électricité est décarbonée à 51,9 %, n'a qu'un taux de décarbonation de 22,5 % concernant sa consommation totale d'énergie.
Parmi les pays développés, les plus décarbonés sont souvent ceux où la part de l'électricité est élevée, car la majorité des sources d'énergie décarbonées sont des sources électrogènes. Les parts d'électricité les plus élevées signalent en général des pays où la disponibilité d'électricité à bas coût a attiré des industries électro-intensives telles que l'électrolyse de l'aluminium et l'électrométallurgie (Islande, Norvège, Suède).
La part des réseaux de chaleur dans la consommation finale d'énergie est également souvent corrélée avec le taux de décarbonation : les centrales de cogénération ou centrales de chaleur qui alimentent ces réseaux brûlent souvent des combustibles renouvelables (bois énergie, déchets urbains ou agricoles) ; parmi les pays à décarbonation élevée se trouvent aussi ceux qui pratiquent abondamment l'utilisation directe (sans passer par la production d'électricité) des énergies renouvelables thermiques : Islande (géothermie) et Finlande (biomasse).

## Décarbonation dans l'industrie
Pour certaines industries très émettrices, ont été développés des processus pour capturer le dioxyde de carbone au moment où il est émis. Il n'y a en effet pas d'alternatives vers d'autres énergies moins émettrices, le dégagement de CO2 étant lié au procédé industriel. Par exemple, pour la production de ciment, qui est responsable de 7 % des émissions totales de CO2, une usine pilote belge est parvenue à capter 80 à 95 % de ses émissions.
Le projet FReSMe, soutenu par l'Union européenne, combine une technologie innovante de captage du CO2 émis par le processus de fabrication de l’acier avec un procédé avancé de synthèse du méthanol, qui pourrait être utilisé comme carburant maritime.
Le taux de décarbonation de la consommation finale d'énergie atteignait 21,9 % en 2015 dans l'Union européenne, dont sept pays membres dépassaient 30 % (Suède, Finlande, Lettonie, France, Autriche, Danemark, Slovénie) : voir Part des énergies décarbonées dans la consommation finale d'énergie en Europe.
En France, le gouvernement annonce en février 2022 un régime d'aide spécifique, en ligne avec les toutes nouvelles règles fixées par Bruxelles, pour inciter les industriels à investir dans la décarbonation de leurs actifs. La valeur d'un projet de décarbonation sera estimée à partir des volumes de CO2 que son investissement permettra d'éviter. Le gouvernement procédera par appels d'offres successifs fixant un tonnage de CO2 à éviter et que l'État est prêt à compenser aux industriels prêts à saisir son offre ; il s'engagera à garantir, par un contrat de différence, un prix de rachat sur dix ou quinze ans de la tonne de carbone que leurs nouvelles installations auront empêché de rejeter, en couvrant l'écart entre le prix de marché du CO2 et le prix de référence inscrit dans le contrat. Ce mécanisme innovant, assez proche des mécanismes utilisés pour stimuler le développement des énergies renouvelables, prévaudra pour la mobilisation de 4 milliards d'euros d'investissements dans le cadre du plan « France 2030 ». Le lancement d'un premier appel d'offres devrait intervenir courant 2023.
Le 5 avril 2023, 46 des 50 sites les plus polluants de France, qui émettent 42,8 Mt de CO2 par an, soit 11 % des émissions de l'économie française et 55 % de celles de l'industrie, présentent des feuilles de route qui permettraient de réduire leurs émissions de 44 % à horizon 2030 et de 85 % en 2050, selon leur scénario central. Le coût de la décarbonation de l'industrie à l'horizon 2050 est estimé à une cinquantaine de milliards d'euros, dont 30 milliards pour les 50 sites les plus émetteurs ; leurs feuilles de route aboutissent à une baisse des émissions de 48 % d'ici à 2030 dans le scénario central et de 53 % dans le scénario optimiste. Leur trajectoire de décarbonation pour 2030 apporterait une réduction de 24 millions de tonnes de CO2 par an, dont environ un tiers par capture et séquestration du carbone (CCS), un tiers par électrification et le dernier tiers par l'efficacité énergétique et la chaleur, les changements de procédés, l'hydrogène et le biogaz.

### Sidérurgie
La production d'une tonne d'acier émet, en moyenne, 1,8 tonne de CO2. Les usines sidérurgiques, responsables de 7 % des émissions totales de CO2, sont donc très étudiées. Au sein de ces usines, 70 % du CO2 est émis par les hauts fourneaux, qui émettent une grande quantité de gaz de haut fourneau.
Dans les années 2000, le IEA Green House Gas R&D Programme étudie la possibilité d'extraire le CO2 de ce gaz avant qu'il soit utilisé dans les divers procédés des complexes sidérurgiques. Il évalue le coût de l'extraction du CO2 à 35 $/t de CO2 (avec un coût supplémentaire de 8-20 $/t pour le transport et le stockage). Cela augmenterait le coût de production de l'acier de 15 à 20 %.
Peu avant 2010, le projet de recherche européenne ULCOS (acronyme de Ultra-Low Carbon dioxide Steelmaking), explore soigneusement cette piste. Un consortium d'entreprises sidérurgiques européennes (ArcelorMittal, Corus, Dillinger Hütte, LKAB, Riva, Ruukki, Saarstahl, SSAB,  ThyssenKrupp, Voestalpine) est créé pour financer 60 % du projet, de 75 millions d’euros, le reste étant financé par la Commission européenne par l'intermédiaire de son sixième programme-cadre pour la recherche et le développement technologique (6e PCRDT) et du Fonds de recherche du charbon et de l'acier (FRCA).
Le gouvernement français insiste pour implanter un des sites pilote ULCOS sur le site de l'usine sidérurgique de Florange, les démonstrateurs des technologies alternatives (réduction directe, électrolyse, etc.) étant moins matures et de taille plus modeste. Le démonstrateur destiné à Florange est fondé sur la réinjection du gaz de haut-fourneau dans le haut-fourneau, après que le CO2 a été extrait. La réinjection du gaz amènerait un site sidérurgique à ne pas émettre plus que 0,8 à 1,3 tonne de CO2 par tonne d'acier produite.
Mais le 6 décembre 2012, ArcelorMittal, principal pilier du projet, décide de retirer sa demande de financement européen pour le projet Ulcos. En avril 2013, il lance à sa place le projet LIS (Low Impact Steelmaking),.
Enfin, le démonstrateur IGAR, construit sur le site d'ArcelorMittal Dunkerque, est une prolongation de LIS. Il vise une réduction des émissions de CO2 de 20 à 60 % en récupérant les gaz industriels issus du haut-fourneau pour les traiter afin d'en isoler du monoxyde de carbone (CO), lui-même utilisé ensuite à la place du charbon pour produire de l'acier. Le pilote industriel devrait être construit en 2020 pour une année d'essai en 2021 ; l'investissement d'une vingtaine de millions d'euros est financé pour moitié par l'Ademe.
Un autre démonstrateur, « Stellanol », prévu sur le site de Gand en Belgique, pour un investissement de 140 millions d'euros, consiste à récupérer les gaz industriels à la sortie du haut-fourneau, à les traiter puis à les combiner à une culture de bactéries pour en faire de l'éthanol. En février 2022, ArcelorMittal annonce son intention de fermer, avant 2030, trois de ses cinq hauts fourneaux en France (deux des trois hauts-fourneaux de Dunkerque et l'un des deux de Fos-sur-Mer), pour les remplacer par des installations moins polluantes : une unité de réduction directe à l'hydrogène à Dunkerque et trois aciéries électriques (deux à Dunkerque et une à Fos-sur-Mer), pour fondre des ferrailles recyclées. À eux seuls, ces projets permettraient de réduire les émissions de 7,8 millions de tonnes de carbone par an, soit 10 % des émissions industrielles en France.
En 2023, de nombreux aciéristes cherchent à décarboner leur production : le secteur représente entre 7 % et 9 % des émissions mondiales de CO2. Le projet pilote Hybrit, lancé en Suède par SSAB, LKAB et Vattenfall, est le seul au monde à produire de l'acier 100 % décarboné à son lancement en juin 2021. De nombreuses autres initiatives prévoient d'utiliser la réduction directe (DRI) du minerai de fer grâce à de l'hydrogène décarboné. ArcelorMittal, qui opère la seule installation commerciale de DRI européenne (au gaz naturel) à Hambourg, en Allemagne, teste ainsi son fonctionnement avec de l'hydrogène et prévoit de convertir ses sites européens, en France, en Espagne, en Belgique ou en Pologne. ThyssenKrupp, Tata Steel, Liberty et Salzgitter ont aussi lancé des projets de DRI, à l'hydrogène ou au gaz naturel. En France, cinq industriels (Engie, Forvia, Plug Power, Primetals, Idec) ont lancé en juin 2022 une initiative originale, GravitHy, visant à produire 2 Mt de fer avec une unité de DRI à Fos-sur-Mer, à compter de 2027. En Suède, le consortium privé H2 Green Steel prévoit de construire sur son site de Boden une installation de production d'acier 100 % décarboné, qui démarrerait en 2025 et produirait 5 Mt en 2030. Le principal obstacle à ces projets est l'accès à de l'hydrogène propre et à l'électricité décarbonée qui permettrait de le produire.
Le 20 juillet 2023, la Commission européenne autorise les gouvernements français et allemand à accorder des aides à ArcelorMittal et ThyssenKrupp : le gouvernement français peut ainsi verser 850 millions € à ArcelorMittal pour l'aider à décarboner partiellement sa production d'acier, avec un potentiel de réduction des émissions de CO2 d'au moins 4,4 Mt par an ; ThyssenKrupp recevra 2 milliards € (1,3 milliard € du gouvernement fédéral et 700 millions € du Land de Rhénanie-du-Nord-Westphalie), dont une subvention directe de 550 millions € et un paiement soumis à conditions d'un montant maximal de 1,45 milliard €, évitant l'émission de 3,5 Mt de CO2 par an grâce à la production d'hydrogène vert. La Commission européenne avait autorisé en 2022 une autre subvention allemande de 1 milliard € accordée au groupe Salzgitter pour un autre projet de décarbonation de production d'acier.
En septembre 2023, la start-up suédoise H2 Green Steel, créée en 2021, parvient à réunir 1,5 milliard € de fonds propres pour construire la première aciérie 100 % décarbonée à Boden, dans l'extrême nord de la Suède ; ses fonds propres lui permettent de sécuriser 3,5 milliards € de dettes, notamment auprès de Société Générale et BNP Paribas, afin de financer son investissement estimé à 5 milliards €. L'usine doit démarrer sa production fin 2025 avec un objectif de 5 Mt/an en 2030, en utilisant la technologie de la réduction directe du minerai de fer par de l'hydrogène vert, produit par électrolyse de l'eau grâce à l'hydroélectricité locale. L'éponge de fer quasiment pure obtenue grâce à la réduction directe sera fondue dans un four électrique pour obtenir de l'acier. L'aciérie doit consommer 10 TWh/an et bénéficier du coût très compétitif de l'hydroélectricité disponible dans le nord de la Suède (entre 25 et 35 euros/MWh). H2 Green Steel a déjà signé de nombreux contrats de cinq ou sept ans avec de futurs clients, surtout dans l'automobile, représentant 50 % de sa production future.
À contre-pied de ces investissements, d'autres sidérurgistes, notamment ceux privilégiant les volumes, estiment que le coût de l'hydrogène vert est prohibitif dans la plupart des pays industrialisés, malgré les subventions qui se chiffrent en milliards d'euros. Ainsi, Geert van Poelvoorde, directeur général d'ArcelorMittal, prédit qu’en utilisant l'hydrogène en Europe, l'entreprise se « catapulterait elle-même hors du marché ». En effet, les projections actuelles aboutissent à un coût de production de 6 à 7 €/kg en Europe, peut-être 5 €/kg en anticipant des optimisations. Or, étant donné les cours mondiaux de l'acier, le prix maximum acceptable pour l'utilisation de l'hydrogène en sidérurgie est de 1,5 €/kg. L'importation d'hydrogène est à exclure : le coût de transport depuis l'Afrique, où sa production serait la plus économique, revient justement à 1,5 €/kg. ArcelorMittal impute ainsi les échecs des projets de réduction directe à l'hydrogène aux prévisions de coûts de fonctionnement inacceptables et souligne que les investissements sont plus importants que prévu (HyDeal España est estimé à 8 milliards d'euros, et les subventions n'atteignent « que » 450 millions d'euros). De leur côté, les États-Unis, s'engagent — sous certaines conditions — à subventionner le coût de l'hydrogène vert si celui-ci dépasse 3 $/kg. ArcelorMittal estime ainsi qu'en Europe, il n'y a aucun avenir pour la fabrication de l'acier avec l'hydrogène : la décarbonation de la sidérurgie commencera par la généralisation des fours électriques.

### Verre
Le groupe français Saint-Gobain a réalisé en 2022 la première production zéro carbone de verre plat au monde, dans son usine d'Aniche, dans le nord de la France : 2 000 tonnes de verre plat ont été produites à partir de calcin, évitant l'émission de 1 020 tonnes d'équivalent CO2 et économisant 2 460 tonnes de matières premières vierges, dont 1 600 tonnes de sable. Le passage de cette expérience à une production à grande échelle va cependant demander du temps, l'approvisionnement en calcin étant limité par l'absence d'une filière organisée de recyclage du verre plat utilisé dans le bâtiment.

### Automobile
Bosch a réduit ses émissions de CO2 de 3,3 Mt en 2018 à 1,9 Mt en 2019 et prévoit que ses 400 sites dans le monde seront neutres d’ici à la fin 2020. BMW prévoit de réduire de 80 % d’ici à 2030 les 300 kg de CO2 qu’il rejette pour chaque véhicule assemblé.
En 2021, Volkswagen lance son programme Way to Zero pour atteindre la neutralité carbone en 2050 et réduire de 40 % ses émissions de CO2 par véhicule en Europe d’ici 2030. Il conclut un partenariat avec RWE pour la construction de nouveaux parcs éoliens et centrales solaires dans plusieurs régions d’Europe d’ici 2025. À partir de 2030, toutes les usines VW dans le monde, à l’exception de la Chine, devront fonctionner entièrement à l’électricité verte. Les giga-usines de production de cellules de batteries seront alimentées en électricité entièrement verte. Des composants durables seront demandés aux fournisseurs et le recyclage systématique des batteries permettra à l’avenir de réutiliser plus de 90 % des matières premières.
Renault annonce en avril 2021 son intention de réduire à zéro les émissions de CO2 de ses usines en Europe en 2030, et dès 2025 dans le nord de la France. En novembre 2022, il annonce trois partenariats stratégiques destinés à atteindre son objectif en France. : un accord avec Voltalia prévoit l'installation de 350 MW de panneaux solaires entre 2025 et 2027, dont l'électricité sera achetée par Renault au terme d'un « Power Purchasing Agreement » (PPA) de quinze ans, couvrant jusqu'à 50 % de la consommation électrique de son pôle ElectriCity (Douai, Maubeuge et Ruitz) et de son usine de moteurs de Cléon. Un accord est conclu avec Engie sur un projet de géothermie profonde au sein de l'usine de Douai fournirait 40 MW de chaleur pour remplacer le gaz naturel qu'il utilise aujourd'hui. Un troisième accord prévoit l'installation par Dalkia de chaudières biomasse et de systèmes de récupération de chaleur fatale dans l'usine de Maubeuge qui, avec une puissance de 15 MW, couvriront 65 % de ses besoins.

### Santé
D'après une évaluation du think tank The Shift Project, le secteur de la santé participe pour plus de 8% à l'empreinte carbone française en 2023. Les médicaments et les dispositifs médicaux résultent de chaînes de fabrication complexes et souvent disséminées à divers endroits de la planète, ce qui consomme beaucoup d'énergie. De plus, cette fabrication est hautement règlementée et surveillée par les autorités de santé, ce qui rend difficile des évolutions vers la décarbonation : tout changement doit d'abord recevoir une autorisation, ce qui prend souvent plusieurs années.
Néanmoins, l'industrie pharmaceutique a déjà commencé une mutation, notamment en réduisant la consommation d'énergie et d'eau de ses usines. Par ailleurs, poussée par la loi antigaspillage de février 2020, l'industrie a commencé à réduire l'utilisation des emballages en plastique à usage unique — qui génère environ 17 millions de tonnes de déchets chaque année — en les remplaçant par des alternatives recyclables. C'est le cas par exemple de Sanofi dans son usine de vaccins à Val-de-Reuil ou du danois ALK, qui utilise désormais pour ses produits d'immunothérapie des boîtes en carton réduisant de 95 % l’empreinte carbone comparé à l’ancien emballage en plastique. La société Ecovamed est spécialisée dans l'évaluation de l'empreinte carbone pour chaque étape du processus de production dans le secteur de la santé, des matières premières jusqu'au transport. Ecovamed avertit d'une possibilité de Greenwashing lorsque l'industrie annonce traiter le problème des emballages, alors que ceux-ci peuvent ne représenter que 1% de l'empreinte carbone globale.
Une autre difficulté de la décarbonation est l'importance des investissements à réaliser pour y parvenir. Par exemple, le coût de développement d'un nouveau gaz moins polluant pour les inhalateurs de la firme Chiesi est de 350 millions d’euros. Certains laboratoires suggèrent de répercuter ce type de coût dans les prix des médicaments négociés avec le gouvernement, afin d'inciter l'industrie. Par ailleurs, il n'est pas toujours possible de décarboner : notamment, certains principes actifs utilisés par l'industrie française sont fabriqués uniquement à l'étranger, souvent en Asie. Une solution serait de relocaliser en France, car en moyenne la fabrication en France réduit l'empreinte carbone de 40% par rapport aux médicaments importés.

## Décarbonation dans la construction
La décarbonation des bâtiments doit aider à la baisse du réchauffement climatique par la neutralité carbone dès leur conception et en tenant compte de leur cycle de vie.
En 2021, les acteurs de la construction cherchent à concilier les enjeux de décarbonation et de compétitivité en augmentant la part de la construction bois et des matériaux biosourcés et en impliquant tous les maillons de la filière, allant de la formation, aux entreprises jusqu'à l'innovation.
Avec la mise en place de la réglementation RE2020, la France est pionnière dans la décarbonation, notamment dans les constructions neuves.
Selon une étude de McKinsey, la prise de conscience collective de la nécessité de la décarbonation dans le bâtiment a été accélérée par la pandémie de Covid-19 et offre de nombreuses opportunités pour atteindre les objectifs de développement durable.
Parmi les pionniers de la décarbonation dans la construction, on peut citer Julius Natterer, Roland Schweitzer et Jean-Luc Sandoz.

## Impact sur la demande de métaux critiques
Un rapport de l'Agence internationale de l'énergie publié en mai 2021 alerte les États sur l'explosion de la demande mondiale du secteur énergétique en métaux critiques causée par la décarbonation des économies : cette demande pourrait être multipliée par quatre si le monde se conforme aux engagements de l'Accord de Paris et par six pour atteindre la neutralité carbone en 2050. La plus grande part de cette croissance proviendra des besoins des véhicules électriques et de leurs batteries, suivis par ceux des réseaux électriques, puis par les panneaux solaires et l'éolien. Les besoins en lithium vont être multipliés par 42 d'ici à 2040, ceux de graphite par 25, ceux de cobalt par 21 et ceux de nickel par 19. Or, ces matériaux sont concentrés dans une poignée de pays : trois États extraient 50 % du cuivre dans le monde (le Chili, le Pérou et la Chine) ; 60 % du cobalt est issu de la république démocratique du Congo ; la Chine extrait 60 % des terres rares dans le monde et contrôle plus de 80 % de leur raffinage. Les États doivent donc constituer des réserves stratégiques pour éviter toute rupture d'approvisionnement.

## Limites et critiques du terme
Au niveau planétaire, la « décarbonation » n'a encore jamais eu lieu, chaque nouvelle énergie s'étant juste superposée aux précédentes (bois, charbon, pétrole, gaz, énergies renouvelables...). De fait, le monde n'a jamais consommé autant de charbon, de bois et de pétrole qu'en 2023.